# Till Kaesbach
Till Martin Kaesbach (* 11. Januar 1985 in Essen) ist ein deutscher politischer Beamter (CDU). Er ist seit 2025 Staatssekretär im Hessischen Ministerium der Finanzen.

## Leben
Kaesbach wuchs in Essen auf und legte 2004 am dortigen Carl-Humann-Gymnasium das Abitur ab. Er studierte ab 2005 Politikwissenschaft im Hauptfach sowie Kommunikationswissenschaft und Wirtschaftspolitik im Nebenfach an der Universität Münster. Zudem war er Vorsitzender des Rings Christlich-Demokratischer Studenten an der Universität Münster. Während seines Studiums trat er dem KStV Markomannia Münster bei und war als Grundsatzreferent für die Arbeitsgemeinschaft katholischer Studentenverbände tätig. Er schloss das Studium 2009 mit dem Magister artium ab. Von 2010 bis 2012 war er Doktorand am Max-Planck-Institut für Gesellschaftsforschung. 2015 wurde er mit der Arbeit „Europäische Finanzmarktregulierung in der Krise: eine Untersuchung von Regulierungsprozessen in der Europäischen Union nach der Finanzkrise am Beispiel der Regulierung von Ratingagenturen und Verwaltern alternativer Investmentfonds“ an der Universität zu Köln zum Dr. rer. oec. promoviert.
Von 2012 bis 2013 war Kaesbach Referent für die Rechts- und Fachaufsicht über die Bundesanstalt für Finanzmarktstabilisierung im Bundesministerium der Finanzen. Von 2013 bis 2015 war er im Generalsekretariat der Europäischen Kommission tätig. 2015 wechselte er zurück ins Bundesministerium der Finanzen, wo er bis 2018 das Büro des Parlamentarischen Staatssekretärs Jens Spahn leitete. Von 2018 bis 2019 war er Spahns Büroleiter in dessen Funktion als Bundesminister für Gesundheit. Anschließend leitete er von 2019 bis 2021 den Stab EU-Ratspräsidentschaft im Bundesgesundheitsministerium. Von 2021 bis 2022 war er Leiter des Referats EU-Strategie und Grundsatzfragen im Bundesministerium für Gesundheit. Von 2022 bis 2025 war er als Head of Governmental Affairs für die Wiesbadener Aareal Bank in Berlin tätig.
Am 15. Juli 2025 wurde Kaesbach als Nachfolger von Uwe Becker zum Staatssekretär im Hessischen Ministerium der Finanzen ernannt.
Kaesbach ist römisch-katholisch, verheiratet und Vater zweier Kinder. Er ist der Sohn der Humangenetikerin Gabriele Gillessen-Kaesbach (* 1953).